# Бахчевая тля
Бахчевая тля, или хлопковая тля (лат. Aphis gossypii) — неполноциклый многоядный вид тли из семейства настоящие тли (Aphididae).

## Описание
Жёлтая, зелёная, тёмно-зелёная, черно-зелёная. Тело узкоовальное, длиной 1,2-1,9 мм. Трубочки тёмные, хвостик, как правило, светлее трубочек, но темнее тела, зелёный или тёмно-зелёный. Шпиц последнего членика усика в 1,8-3,3 раза длиннее основания этого членика. Длина последнего членика хоботка равна 1,0-1,3 длины второго членика задней лапки. Трубочки в 1,6-2,3 раза длиннее хвостика. Краевые бугорки имеются на первом и седьмом тергитах брюшка.

## Жизненный цикл
Взрослые бескрылые девственницы и личинки зимуют на различных диких и сорных растениях, часто под розетками прикорневых листьев зимне-зелёных сорняков и в закрытых помещениях (например, теплицах). Размножение начинается весной при температуре, превышающей +5 °C. Перемежающиеся оттепели и заморозки губительны для тли. Колонии образует на нижней стороне листа, неплотные, но иногда очень большие, встречается также на стеблях, цветах, молодых плодах. Нередко вызывает деформацию листьев. Бахчевая тля способна образовывать очень плотные колонии. Замечено, что чем выше плотность колонии, тем больше доля крылатых самок и нимф. Крылатые самки разлетаются и переносятся потоками воздуха на другие растения, где они обосновываются и создают вскоре новые колонии, состоящие преимущественно из бескрылых особей. Тля тесно связана с муравьями, так как они постоянно питаются медвяной росой, выделяемой тлями. И поэтому активно защищают её колонии от насекомых-хищников, а также прячут тлей на зиму в муравейнике, а весной выносят их на растения.

## Хозяйственное значение
Вредитель сельскохозяйственных культур (в основном бахчевых и хлопка), а также переносчик около 50 вирусов. Развивается на более чем 330 видах растений из 25 семейств, в том числе на многих дикорастущих и сорных растениях. Максимум заражения сельскохозяйственных культур этим видом наблюдался в первой и второй декадах июля. Чувствительна к воздействию различных средств защиты растений.

## Распространение
Средняя Азия; Япония; Корея; Китай; Тайвань; Малайзия; остров Ява; Индия; Шри-Ланка; Россия: Амурская область, Приморский край; Якутия, Сибирь, европейская часть; Закавказье; Европа; Северная Африка; Северная Америка; Гавайские острова.

## Фотографии

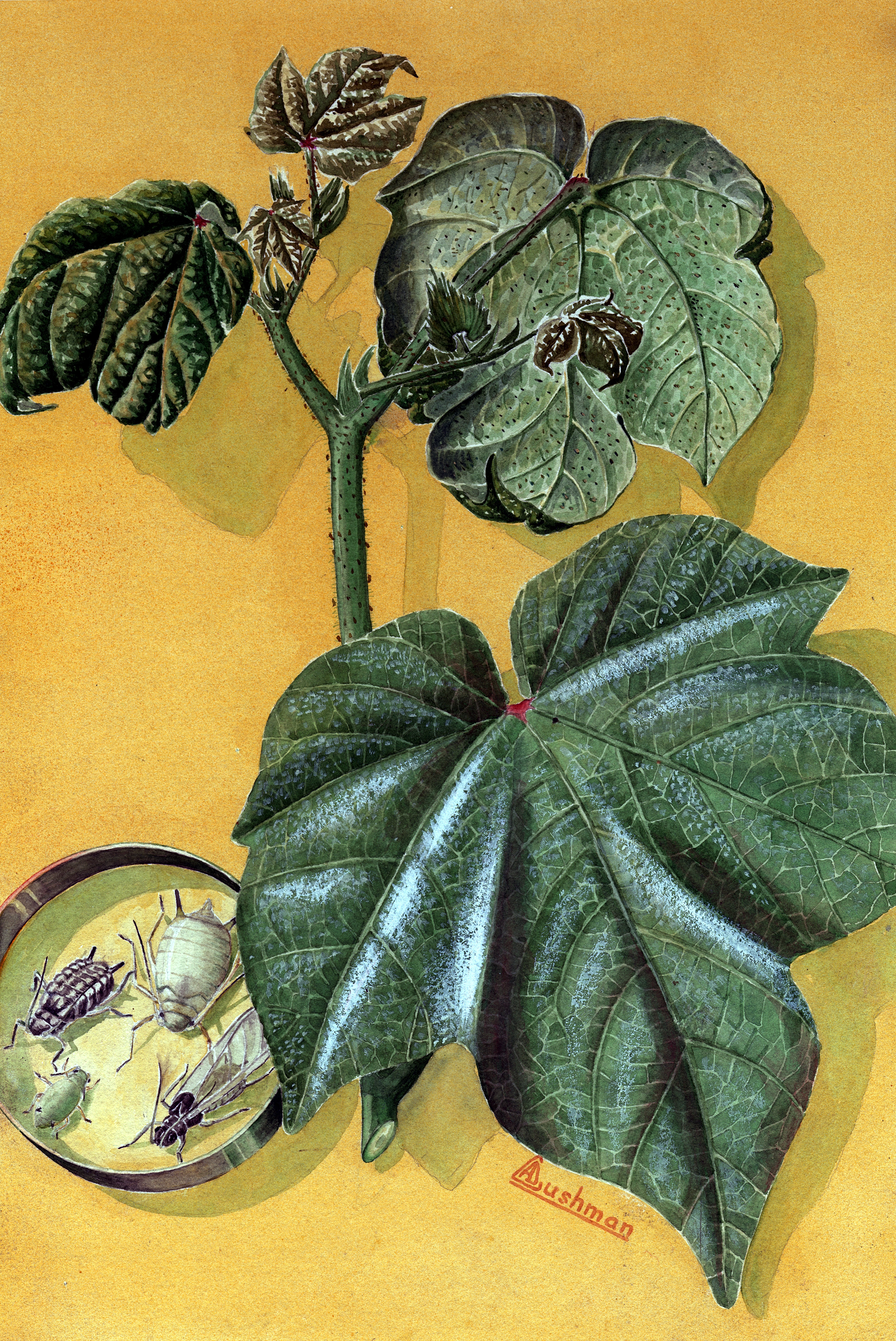
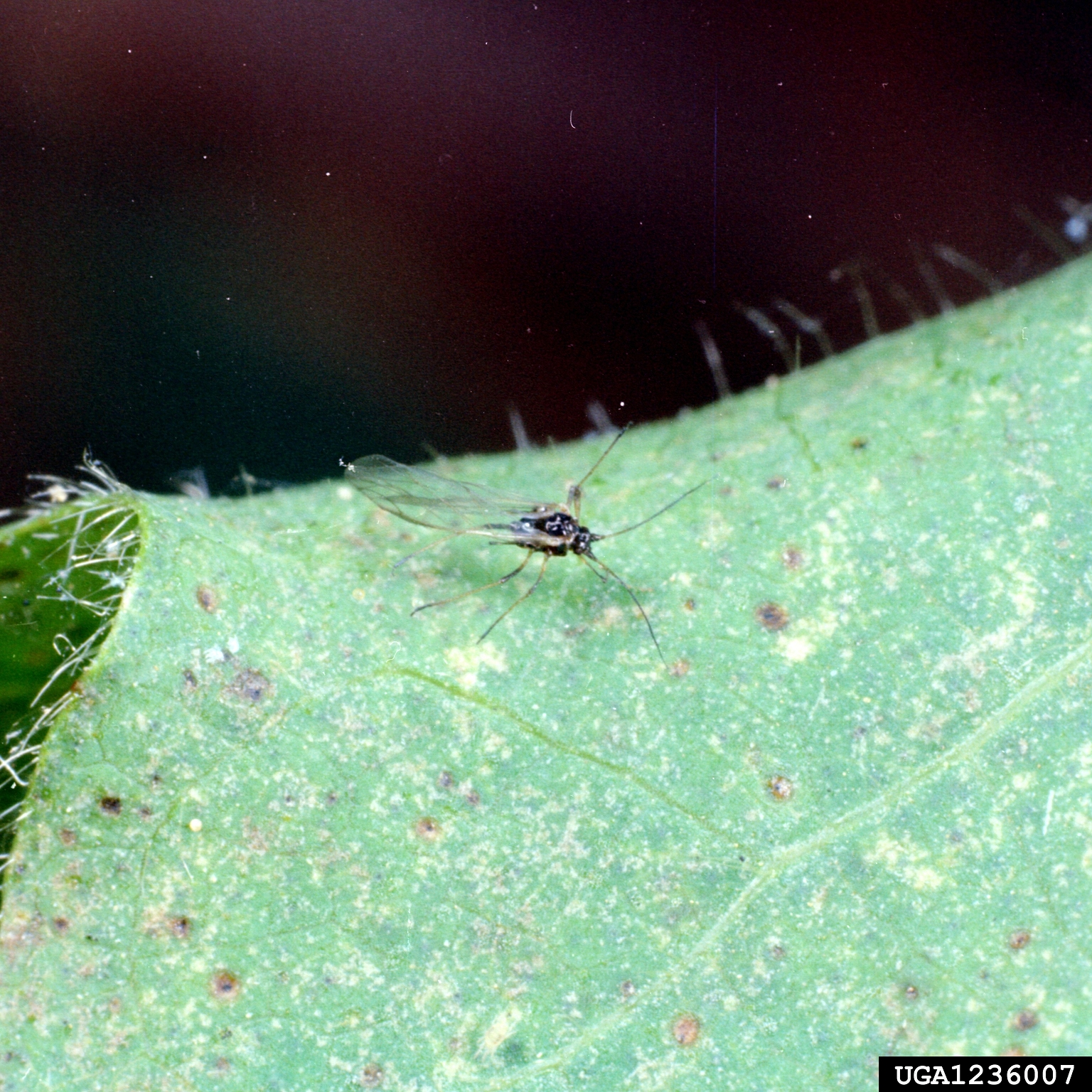
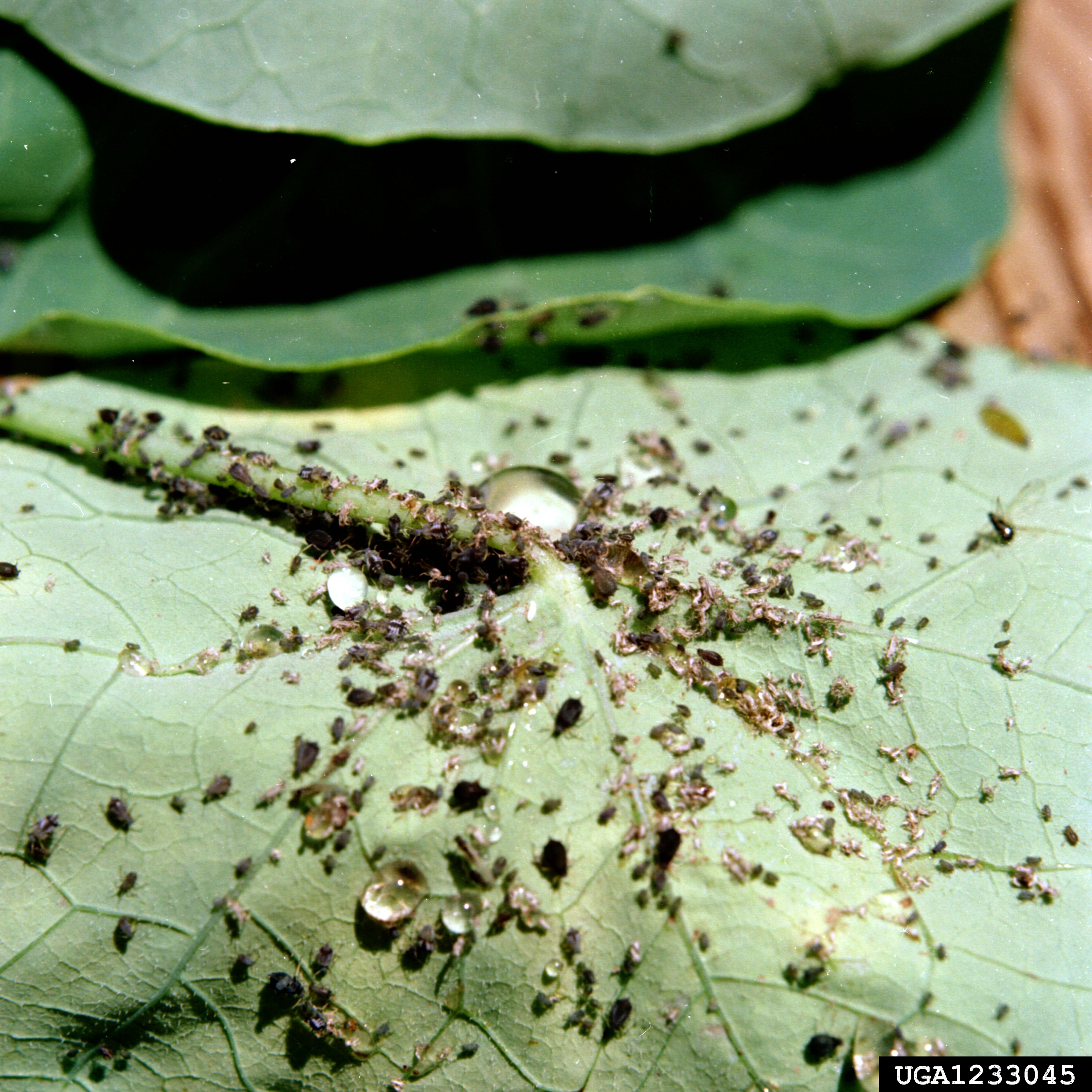
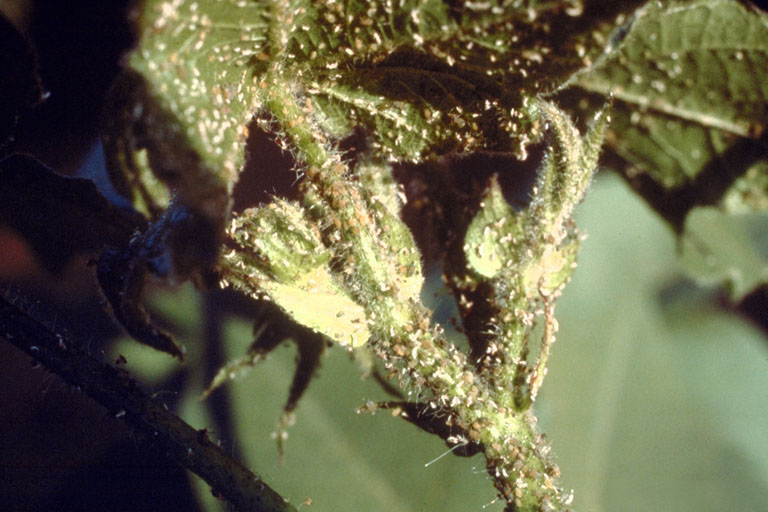